# Inscripción de Dreros
La inscripción de Dreros es la ley inscrita más antigua que se conserva de la Antigua Grecia. Fue descubierta en Dreros, un antiguo asentamiento en el norte de la isla de Creta, en 1936, y publicado por primera vez por los arqueólogos e historiadores franceses Pierre Demargne y Henri van Effenterre en 1937. Ellos fueron los encargados de realizar una primera lectura sobre la inscripción, publicando esta junto a un calco de la misma. Más adelante, varios historiadores como L.H. Jeffery, M. Guarducci, C.D.Buck o Meiggs Lewis publicarían sus propias interpretaciones de la misma.

## Historia
En 1936, trece piedras inscritas con letras arcaicas fueron descubiertas en una cisterna helenística en Dreros. Estas piedras aparentemente provenían del muro este del templo de Apolo Delfinio y componían ocho inscripciones o fragmentos de inscripciones.
Esta exhibición de las leyes en público, a menudo en santuarios, es una característica frecuente de las leyes arcaicas en Creta. La inscripción de Dreros es la más larga de las ocho leyes conocidas.
Esta ley de Dreros está inscrita en un bloque de esquisto gris y mide 1,74 m X 0,25 m X 0,35 m. El bloque está inscrito con letras grandes e irregulares (de 0,02 a 0,05 m de altura). L. H. Jeffery ha descrito las letras como 'altas, delgadas y desordenadas', y señala que se parecen a las letras de la Dedicación de Nikandra en la escultura encontrada en Delos. Contiene cuatro líneas completas de texto y, entre la primera y la segunda línea, hay una palabra inscrita en letras más pequeñas. Las primeras tres líneas completas están escritas en forma de bustrofedón, es decir, alternando entre derecha-izquierda e izquierda-derecha. La cuarta línea comienza una nueva cláusula y nuevamente comienza desde la derecha. Es el primer ejemplo conocido de este sistema de escritura de párrafos en un texto griego.
La inscripción traducida expresa el siguiente texto: 
"¡Sea el dios propicio! Pareció bien a la ciudad lo siguiente: una vez que haya ejercido el cosmado, que él mismo no ejerza el cosmado (de nuevo) por espacio de diez años. Y si (dentro de ese plazo) ejerciera el cosmado, en todos los casos en los que dictara sentencia, él mismo deberá (pagar) una multa doble, y será privado de por vida de sus derechos cívicos, y lo que haya realizado como kosmos será nulo. Los que prestan juramento: el kosmos, los damioi, y los Veinte de la ciudad."

## Texto
El texto data de la segunda mitad del siglo VII a. C., la ley griega más antigua que ha llegado hasta nosotros. La ley comienza con una invocación a un dios. Establece que cualquier persona que ocupe el cargo de kosmos (una magistratura que incluía la resolución pacífica de conflictos) no puede volver a ocuparlo durante diez años después de que finalice su mandato, y si lo hiciere, sea cual fuere la sentencia que pronuncie, deberá ser multado pagando el doble, carecerá de validez todo lo que hubiese realizado como tal y será privado de los derechos cívicos. La cláusula final de la ley enumera a los jurados, kosmos, daimoi (supervisores financieros) y los "veinte de la polis" (consejo de la polis).
Esta información sugiere que el objetivo detrás de esta ley era evitar que el kosmos no pudiera llegar a instaurar una tiranía a través del poder que ostentaba en su cargo, algo que sucedió en diferentes ciudades-estado de la Grecia Arcaica durante esta época. Este tipo de prácticas también evidencia el interés por la democracia de las poblaciones griegas, así como el hecho de que la polis se basaba en una comunidad política que compartía el poder entre sus ciudadanos, puesto que fue firmada por los diferentes organismos políticos mencionados.
Existe un debate entre los diferentes historiadores que han estudiado esta inscripción, pues fue encontrada en un lugar sagrado como es el Templo de Apolo Delfinio, lo que podría indicar que no solo es una ley común para evitar una tiranía, sino también una oración a los dioses en la que los miembros políticos de la polis de Dreros se comprometieran con ella. A pesar de esto, existe un consenso general que entiende esta inscripción como la primera ley inscrita en piedra de la Época Arcaica.
La restricción en el tiempo para ocupar el cargo de kosmos tiene su paralelo en una inscripción de Gortina, en el sur de Creta, aunque allí la restricción para ocupar el cargo era solo de una vez cada tres años.